# Acronicta fasciata
Acronicta fasciata là một loài bướm đêm trong họ Noctuidae.